# HD 60559
HD 60559，又名CD-39 3398，SAO 198120、HR 2907，是一颗恒星，视星等为6.26，位于銀經253.13，銀緯-9.78，其B1900.0坐标为赤經7h 29m 49.1s，赤緯-39° -9.78′ 32″。